# Alcàtous
Segons la mitologia grega, Alcàtous o Alcàtou (en grec antic: Ἀλκάθοος) va ser un heroi, fill de Pèlops, rei de l'Èlide, i d'Hipodamia, filla d'Enòmau. És germà d'Atreu i de Tiestes.
Una tradició diu que va ser inculpat d'haver mort el seu germanastre Crisip i fugí a Mègara. Altres fons expliquen que el rei Megareu havia promès la seva filla Evecme a qui matés un lleó que havia devorat un fill seu, Evip. Es va presentar Alcàtous, que va matar la fera i va aconseguir la recompensa. Va abandonar la seva primera dona, Pirgo, i es va casar amb Evecme. Al mateix temps va obtenir el tron d'Onquest. Per causa d'aquesta gesta, a la ciutat de Mègara se celebrava un festival en honor seu anomenat Alcatea.
Després, quan els cretencs van saquejar la ciutat de Mègara, Alcàtous comptà amb l'ajut d'Apol·lo per reconstruir-ne les muralles derruïdes. En època històrica s'ensenyava la pedra sobre la qual Apol·lo havia deixat la seva lira mentre treballava en la muralla. Si se la colpejava amb un còdol ressonava i emetia un so musical.
Un fill d'Alcàtous, Isquèpolis, va morir en el transcurs de la cacera del senglar de Calidó. El seu germà Cal·lípolis va saber el primer la notícia, i va córrer per explicar-ho a son pare, que estava celebrant un sacrifici a Apol·lo. Atesa la seva impaciència, Cal·lípolis va espatllar el ritual de la cerimònia i invalidà el sacrifici. Alcàtous, enfurismat, pensant que el seu fill havia ofès els déus, el matà amb un tronc encès.
Alcàtous va tenir una filla, Ifínoe, de la que s'ensenyava la seva tomba a Mègara. Una altra filla seva, Automedusa, es va casar amb Íficles, el germà d'Hèracles i va tenir un fill anomenat Iolau, que va acompanyar Hèracles en diverses aventures.